# Arena de Tel Aviv
La Arena de Tel Aviv (en hebreo, היכל תל אביב, nombrada por motivos de patrocinio Shlomo Group Arena, היכל קבוצת שלמה) es una instalación deportiva de la ciudad de Tel Aviv (Israel) que sirve de sede del equipo de baloncesto Hapoel Tel Aviv. También es usada para otros eventos culturales, deportivos o de negocios.
Su construcción comenzó en mayo de 2013 y fue terminada en diciembre de 2014. El diseño y construcción estuvo a cargo de la firma Goldschmid Arditi Ben Naim Architects. El edificio principal, construido con forma de prisma rectangular, tiene una superficie construida de 6600 m² y cuenta con 3504 asientos.

## Acontecimientos deportivos
- Campeonato Europeo de Baloncesto Femenino de 2023
- Campeonato Europeo de Voleibol Masculino de 2023